# Althea & Donna
Althea & Donna è un duo musicale reggae composto dalle giamaicane Althea Rose Forrest e Donna Marie Reid.

## Storia
Il duo si è formato nel 1977, anno in cui le due ragazze, appena diciottenni, hanno raggiunto il successo internazionale grazie alla hit Uptown Top Ranking, brano reggae ripreso successivamente da diversi artisti specializzati in questo genere musicale e, negli anni novanta, dai Portishead.
Uptown Top Ranking ha raggiunto la vetta della classifica del Regno Unito e il successo nel Nord Europa, e ha accompagnato l'uscita dell'omonimo album.
Nel corso degli anni, le case discografiche hanno pubblicato delle edizioni rimasterizzate di Uptown Top Ranking, sia come singolo che come album.

## Discografia

### Album
- 1978 - Uptown Top Ranking

### Singoli
- 1977 - Uptown Top Ranking
- 1978 - Puppy Dog Song
- 1978 - Going to Negril